# Världsmästerskapet i handboll för damer
Världsmästerskapet i handboll för damer (engelska: IHF World Women Championships) har anordnats av International Handball Federation sedan 1957 och spelas sedan 1993 vartannat år (med ett års förskjutning gentemot Europamästerskapet), och i slutet av året (november–december) sedan 1965. De två första världsmästerskapen spelades på utomhusplan och under sommaren (juli), medan alla VM från 1965 har spelats på inomhusplan.

## Medaljörer
| År   | Värdnation             | Final           | Final              | Final           | Match om tredjepris | Match om tredjepris | Match om tredjepris |
| År   | Värdnation             | Vinnare         | Resultat           | Tvåa            | Trea                | Resultat            | Fyra                |
| ---- | ---------------------- | --------------- | ------------------ | --------------- | ------------------- | ------------------- | ------------------- |
| 1957 | Jugoslavien            | Tjeckoslovakien | 7 – 1              | Ungern          | Jugoslavien         | 9 – 6               | Västtyskland        |
| 1962 | Rumänien               | Rumänien        | 8 – 5              | Danmark         | Tjeckoslovakien     | 6 – 5               | Jugoslavien         |
| 1965 | Västtyskland           | Ungern          | 5 – 3              | Jugoslavien     | Västtyskland        | 11 – 10             | Tjeckoslovakien     |
| 1971 | Nederländerna          | Östtyskland     | 11 – 8             | Jugoslavien     | Ungern              | 12 – 11             | Rumänien            |
| 1973 | Jugoslavien            | Jugoslavien     | 16 – 11            | Rumänien        | Sovjetunionen       | 20 – 12             | Ungern              |
| 1975 | Sovjetunionen          | Östtyskland     | Gruppspel          | Sovjetunionen   | Ungern              | Gruppspel           | Rumänien            |
| 1978 | Tjeckoslovakien        | Östtyskland     | Gruppspel          | Sovjetunionen   | Ungern              | Gruppspel           | Tjeckoslovakien     |
| 1982 | Ungern                 | Sovjetunionen   | Gruppspel          | Ungern          | Jugoslavien         | Gruppspel           | Östtyskland         |
| 1986 | Nederländerna          | Sovjetunionen   | 30 – 22            | Tjeckoslovakien | Norge               | 23 – 19             | Östtyskland         |
| 1990 | Sydkorea               | Sovjetunionen   | 24 – 22            | Jugoslavien     | Östtyskland         | 25 – 19             | Västtyskland        |
| 1993 | Norge                  | Tyskland        | 000022 – 21 (e.f.) | Danmark         | Norge               | 20 – 19             | Rumänien            |
| 1995 | Ungern Österrike       | Sydkorea        | 25 – 20            | Ungern          | Danmark             | 25 – 14             | Norge               |
| 1997 | Tyskland               | Danmark         | 33 – 20            | Norge           | Tyskland            | 27 – 25             | Ryssland            |
| 1999 | Danmark Norge          | Norge           | 000025 – 24 (e.f.) | Frankrike       | Österrike           | 000031 – 28 (e.f.)  | Rumänien            |
| 2001 | Italien                | Ryssland        | 30 – 25            | Norge           | FR Jugoslavien      | 42 – 40             | Danmark             |
| 2003 | Kroatien               | Frankrike       | 000032 – 29 (e.f.) | Ungern          | Sydkorea            | 31 – 29             | Ukraina             |
| 2005 | Ryssland               | Ryssland        | 28 – 23            | Rumänien        | Ungern              | 27 – 24             | Danmark             |
| 2007 | Frankrike              | Ryssland        | 29 – 24            | Norge           | Tyskland            | 000036 – 35 (e.f.)  | Rumänien            |
| 2009 | Kina                   | Ryssland        | 25 – 22            | Frankrike       | Norge               | 31 – 26             | Spanien             |
| 2011 | Brasilien              | Norge           | 32 – 24            | Frankrike       | Spanien             | 24 – 18             | Danmark             |
| 2013 | Serbien                | Brasilien       | 22 – 20            | Serbien         | Danmark             | 30 – 26             | Polen               |
| 2015 | Danmark                | Norge           | 31 – 23            | Nederländerna   | Rumänien            | 31 – 22             | Polen               |
| 2017 | Tyskland               | Frankrike       | 23 – 21            | Norge           | Nederländerna       | 24 – 21             | Sverige             |
| 2019 | Japan                  | Nederländerna   | 30 – 29            | Spanien         | Ryssland            | 33 – 28             | Norge               |
| 2021 | Spanien                | Norge           | 29 – 22            | Frankrike       | Danmark             | 35 – 28             | Spanien             |
| 2023 | Danmark Norge Sverige  | Frankrike       | 31 – 28            | Norge           | Danmark             | 28 – 27             | Sverige             |
| 2025 | Nederländerna Tyskland |                 |                    |                 |                     |                     |                     |
| 2027 | Ungern                 |                 |                    |                 |                     |                     |                     |
| 2029 | Spanien                |                 |                    |                 |                     |                     |                     |
| 2031 | Tjeckien Polen         |                 |                    |                 |                     |                     |                     |

## Medaljligan
Lag angivna i kursiv stil är ej längre existerande lag.
| Rank | Lag             | Guld                       | Silver                             | Brons                                      | Totalt |
| ---- | --------------- | -------------------------- | ---------------------------------- | ------------------------------------------ | ------ |
| 1    | Norge           | 4 (1999, 2011, 2015, 2021) | 5 – (1997, 2001, 2007, 2017, 2023) | 3 – (1986, 1993, 2009)                     | 12     |
| 2    | Ryssland        | 4 (2001, 2005, 2007, 2009) | 0                                  | 1 – (2019)                                 | 5      |
| 3    | Frankrike       | 3 (2003, 2017, 2023)       | 4 (1999, 2009, 2011, 2021)         | 0                                          | 7      |
| 4    | Sovjetunionen   | 3 (1982, 1986, 1990)       | 2 (1975, 1978)                     | 1 (1973)                                   | 6      |
| 5    | Östtyskland     | 3 (1971, 1975, 1978)       | 0                                  | 1 (1990)                                   | 4      |
| 6    | Ungern          | 1 (1965)                   | 4 (1957, 1982, 1995, 2003)         | 4 (1975, 1978, 2005)                       | 9      |
| 7    | Jugoslavien     | 1 (1973)                   | 3 (1965, 1971, 1990)               | 2 (1957, 1982)                             | 6      |
| 8    | Danmark         | 1 (1997)                   | 2 (1962, 1993)                     | 4 (1995, 2013, 2021, 2023)                 | 7      |
| 9    | Rumänien        | 1 (1962)                   | 2 (1973, 2005)                     | 1 (2015)                                   | 4      |
| 10   | Tjeckoslovakien | 1 (1957)                   | 1 (1986)                           | 1 (1962)                                   | 3      |
| 10   | Nederländerna   | 1 (2019)                   | 1 (2015)                           | 1 (2017)                                   | 3      |
| 12   | Tyskland        | 1 (1993)                   | 0                                  | 3 (1965, 1997, 2007) 1965 som Västtyskland | 4      |
| 13   | Sydkorea        | 1 (1995)                   | 0                                  | 1 (2003)                                   | 2      |
| 14   | Brasilien       | 1 (2013)                   | 0                                  | 0                                          | 1      |
| 15   | Spanien         | 0                          | 1 (2019)                           | 1 (2011)                                   | 2      |
| 16   | Serbien         | 0                          | 1 (2013)                           | 0                                          | 1      |
| 17   | FR Jugoslavien  | 0                          | 0                                  | 1 (2001)                                   | 1      |
| 17   | Österrike       | 0                          | 0                                  | 1 (1999)                                   | 1      |